# Opius propepactum
Opius propepactum är en stekelart som beskrevs av Fischer 1984. Opius propepactum ingår i släktet Opius och familjen bracksteklar. Inga underarter finns listade i Catalogue of Life.